# Коронавірусна хвороба 2019 на острові Пасхи
Епідемія коронавірусної хвороби 2019 на острові Пасхи — це поширення пандемії коронавірусної хвороби 2019 на територію острова Пасхи, який є спеціальною територією у складі Чилі. Перший випадок хвороби на острові зареєстровано 24 березня 2020 року в адміністративному центрі острова Ханга-Роа.

## Хронологія
19 березня 2020 року місцева влада острова Пасхи запровадила на острові локдаун, та наказала авіакомпанії «LATAM Chile» евакуювати з острова всіх туристів.
24 березня виявлений перший випадок на острові Пасхи, а пізніше наступний випадок. До початку квітня на острові було зареєстровано 5 випадків хвороби. У середині квітня було зареєстровано шостий випадок хвороби; однак через кілька днів міністерство охорони здоров'я підтвердило, що випадок був хибнопозитивним. За кілька тижнів усі ці хворі одужали.
24 квітня 2020 року в міжнародному аеропорту Сантьяго виникла плутанина щодо позитивних результатів тестування на COVID-19, проведених жителям острова Пасхи, які очікували повернення додому. Хоча керівництво аеропорту заявило, що вони не були причетні до цього, а міністр охорони здоров'я Чилі Хайме Маналіч описав ситуацію як «непорозуміння», оскільки в цих осіб не було симптомів хвороби, та не було призначено ніяких обстежень посадовцями міністерства охорони здоров'я Чилі, пізніше з'ясувалося що за цим тестуванням стояла місцева влада острова. За словами керівника муніципалітету острова Педро Едмундса Паоа, тестові набори були придбані в Південній Кореї місцевою владою острова Пасхи, і процедура тестування була частиною протоколу безпеки. Група з 20 осіб, які мали позитивний результат в аеропорту або мали з ними тісний контакт, вирішили залишитися в Сантьяго на добровільному карантині на 14 днів, побоюючись, що їх негайне повернення на острів призведе до дискримінації, а решта з 527 пасажирів вилетіли за планом.
1 липня, після 100 днів без нових випадків COVID-19, на острові були знову відкриті школи. Заходи безпеки включають носіння масок для обличчя та вимірювання температури учнів при вході до школи.
У серпні відбулися вибори до Мау Хенуа, яка є місцевим органом влади на острові. Під час виборів діяли суворі карантинні заходи, але фотографії показали, що заходи соціального дистанціювання не дотримувалися, що спричинило проведення розслідування з боку влади.
2 вересня на острові приземлився літак з 262 пасажирами з материкової частини Чилі. Медичний персонал лікарні у Ханга-Роа провів ПЛР-тести пасажирам літака, які підтвердили, що на острів потрапили 4 нові випадки хвороби, всі вони перебігали безсимптомно. Уряд заявив, що місця перебування інфікованих перебувають під цілодобовим наглядом військовослужбовців, щоб запобігти порушенню обов'язкового карантину.
На початку жовтня 2020 року група з 25 корінних жителів острова Пасхи нарешті змогла повернутися на свій острів, затримавшись на Таїті на 6 місяців. Проте відразу не було зрозуміло, чи зможе молода мати, яка щойно народила дитину, сісти на рейс. Групу перевозив французький військовий літак після прохання чилійської влади та після кількох місяців прохань рапануйців, які опинились у скрутному положенні. Прибулих на острів помістили на 14-денний карантин, і очікувалось, що літак поверне іншу групу осіб, що складається з 15 таїтян, які опинилися на острові Пасхи.
На початку листопада муніципалітет острова повідомив, що щорічний фестиваль Тапаті у 2021 році вперше пройде без сторонніх відвідувачів. 52-ий щорічний фестиваль культури також буде скорочений, і триватиме один тиждень замість двох як зазвичай, це рішення прийнято після того, як громада острова наклала вето на плани повної відмови від його проведення. Початок фестивалю заплановано на 29 січня 2021 року.
Хоча уряд Чилі оголосив про плани знову відкрити країну для туристів до 23 листопада 2020 року, муніципалітет острова заявив, що острів Пасхи залишиться закритим для всіх відвідувачів, крім жителів острова.
У жовтні 2021 року відбувся референдум щодо відкриття острова для туристів із січня 2022 року. Цю пропозицію відхилили 66 % виборців.

## Вплив епідемії

### Туризм
Побоювання того, що система охорони здоров'я острова, в складі якої була лише одна лікарня із лише 3 апаратами штучної вентиляції легень, може швидко перевантажитися, призвело до швидкого закриття острова, наслідком чого стало те, що близько 1000 туристів застрягли на острові. Місцева влада та деякі готелі надавали безкоштовне проживання та харчування тим туристам, у кого закінчилися гроші, і зрештою відвідувачів острова евакуювали на материкову частину Чилі чартерними рейсами. Але після цього багато хто на острові, економіка якого сильно залежить від туризму, розпочав побоюватися, що найближчим часом на острові не буде повернення достатньої кількості туристів.

### Боротьба з наслідками епідемії
Задля подолання кризи острів'яни звернулися до родової полінезійської традиції тапу (від якої походить слово «табу»), що призвело до культурного прийняття карантину та самоізоляції постраждалих сімей. Крім того, багато корінних жителів, чия повсякденна робота (наприклад, у туризмі) була перервана, почали обробляти свою землю для вирощування продуктів харчування. Традиція тапу започаткована на «стійкості та повазі», що потенційно допомагає пом'якшити очікуване зниження доходів від туризму, а також здійснює захист літніх людей від хвороби, які особливо цінуються місцевими звичаями, а крім того ще й особливо вразлива щодо COVID-19. Цього вдалося досягти, використовуючи тапу для запровадження карантину та обмеження соціальних контактів. Пізніше уряд повернув ще один древній принцип — умангу, який заохочує спільну працю з сусідами. Хоча частина жителів острова були проти змін, інші бачать надзвичайну ситуацію на острові, який залежав від імпорту продовольства з материкової частини Чилі та доходу, який забезпечують близько 100 тисяч туристів на рік, як стимул до прискорених планів зробити острів самостійним та безвідходним до 2030 року. На острові також запроваджено схеми працевлаштування під назвою «Pro Empleo Rapa Nui», згідно яких 700 острів'ян отримали роботу. Результати запровадження цієї схеми до кінця жовтня 2020 року включали, зокрема, запровадження посиленої утилізації відходів та початок трансляції новин місцевою рапануйською мовою. Очікується, що програма триватиме до грудня 2020 року, а загалом вона обійдеться уряду приблизно в 2,5 мільярда песо (близько 3,1 мільйона доларів).
Уряд острова також розробив план протидії економічним втратам та дефіциту постачання найнеобхідніших товарів. Цей план включав фінансову допомогу, громадські будівельні роботи, та плани щодо зміцнення місцевого сільського господарства шляхом розповсюдження насіння сільськогосподарських культур. Досягнуто домовленості, що постачання найнеобхідніших товарів на острів, від яких залежить життєзабезпечення острова, зможе проводитись вантажними суднами. Крім того, були проведені переговори з військово-повітряними та військово-морськими силами Чилі щодо потенційної допомоги у випадку настання справжнього дефіциту поставок.